# Xã Hillsdale, Quận Faulk, South Dakota
Xã Hillsdale (tiếng Anh: Hillsdale Township) là một xã thuộc quận Faulk, tiểu bang Nam Dakota, Hoa Kỳ. Năm 2010, dân số của xã này là 38 người.